# 홍광
홍광(弘光, 1645년 1월 ~ 윤 6월)은 남명 홍광제(弘光帝)의 연호이다. 6개월 가량 사용하였다.
홍광 원년(1645년) 4월, 내부 반란으로 인하여, 청나라의 전쟁에서 대패한 후 포로로 잡혔다. 5월, 포로가 된 홍광제와 몇 명의 대신들을 청나라 조정에서 참수시켰다. 윤 6월, 융무제(隆武帝)가 즉위한 후 융무로 개원할 때까지 사용하였다.
감국(監國)이던 노왕(魯王) 주이해(朱以海) 세력은 융무제를 인정하지 않고, 12월까지 홍광 연호를 사용한 후 1646년 1월에 연호를 감국로(監國魯)로 개원하였다. 연호 감국로는 1653년 3월에 감국을 그만둘 때까지 7년 2개월 가량 사용하였다.

## 개원
- 숭정(崇禎) 17년 5월 15일[1](그레고리력 1644년 6월 19일)에 연호를 홍광(弘光)으로 정하고, 다음 해 1월 1일[2](그레고리력 1645년 1월 28일)에 개원함.[3][4][5][6]

- 홍광(弘光) 원년 윤 6월 27일[7](그레고리력 1645년 8월 18일)에 연호를 융무(隆武)로 정하고, 다음 달 7월 1일[8](그레고리력 1645년 8월 21일)에 개원함.[9][10][5]

## 연대 대조표
| 홍광 | 서기(西紀) | 간지(干支) | 청나라 연호    |
| 원년 | 1645년     | 을유(乙酉) | 순치(順治) 2년 |

## 동시대 연호

### 중국
대청(大淸)
- 순치(順治) (1644년 ~ 1661년)

대순(大順)
- 영창(永昌) (1644년 ~ 1645년)

대서(大西)
- 대순(大順) (1644년 ~ 1646년)

### 베트남
후 레 왕조(後黎朝)
- 푹타이(福泰) (1643년 ~ 1649년)

막 왕조(莫朝)
- 투언득(順德) (1638년 ~ 1661년)

### 일본
- 쇼호(正保) (1644년 ~ 1648년)

## 같이 보기
- 중국의 연호 목록